# Mycalesis acarya
Mycalesis acarya är en fjärilsart som beskrevs av Hans Fruhstorfer 1911. Mycalesis acarya ingår i släktet Mycalesis och familjen praktfjärilar. Inga underarter finns listade i Catalogue of Life.